# Monroe (ligne rouge du métro de Chicago)
Pour les articles homonymes, voir Monroe.
Ne doit pas être confondu avec Monroe (ligne bleue du métro de Chicago).
Monroe est une station de la ligne rouge du métro de Chicago , elle est située dans le quartier du Loop de la ville de Chicago aux États-Unis.

## Situation sur le réseau
Établie en souterrain, la station Monroe de la ligne rouge du métro de Chicago est située entre les stations Lake, en direction de Howard, et Jackson en direction de 95th/Dan Ryan.

## Histoire
La station Monroe a conservé plusieurs de ses éléments d'origine intactes de son ouverture en 1943, tel que les cabines des agents, certaines signalisation auxiliaires ou la mezzanine au croisement de Monroe Street et de Madison Street par exemple. 
Jusqu'en 2006, il existait une station entre Monroe et Lake : Washington.
Une vaste rénovation a été proposée en 2007 afin de rendre la station accessible aux personnes à mobilité réduite et de lui rendre son lustre d’antan. Les travaux débuteront au second semestre de 2010 pour se terminer en 2013.

## Service des voyageurs

### Accueil
C’est une station typique du State Street Subway, composée de deux entrées avec mezzanine à chaque extrémité de l'arrêt avant de descendre sur le quai central. Elle est ouverte 7 jours/7 et 24h/24. 

La station Monroe
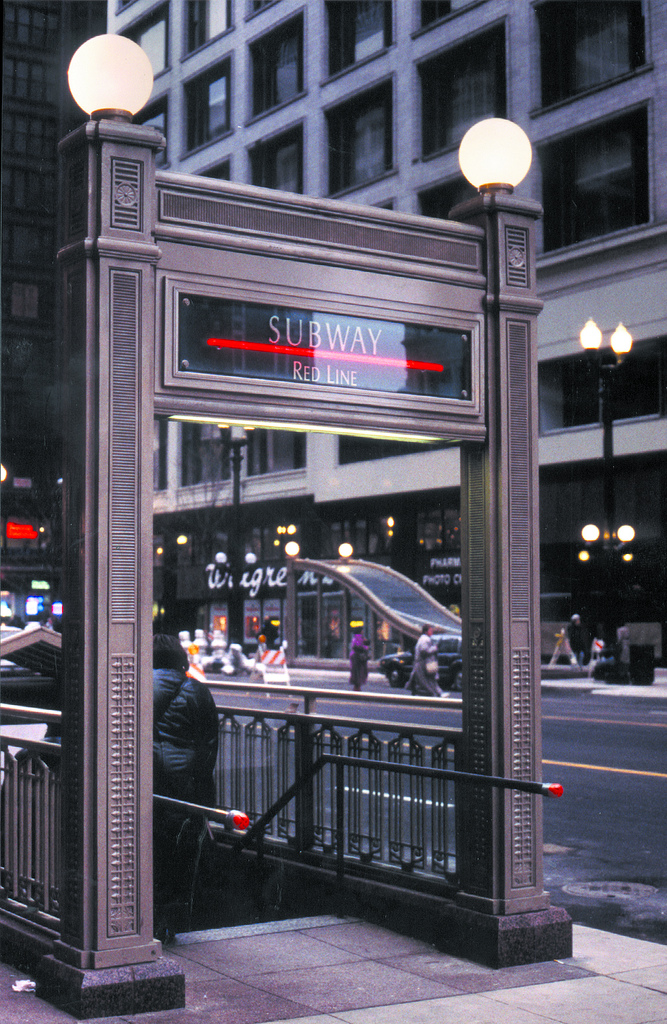
Bouche.
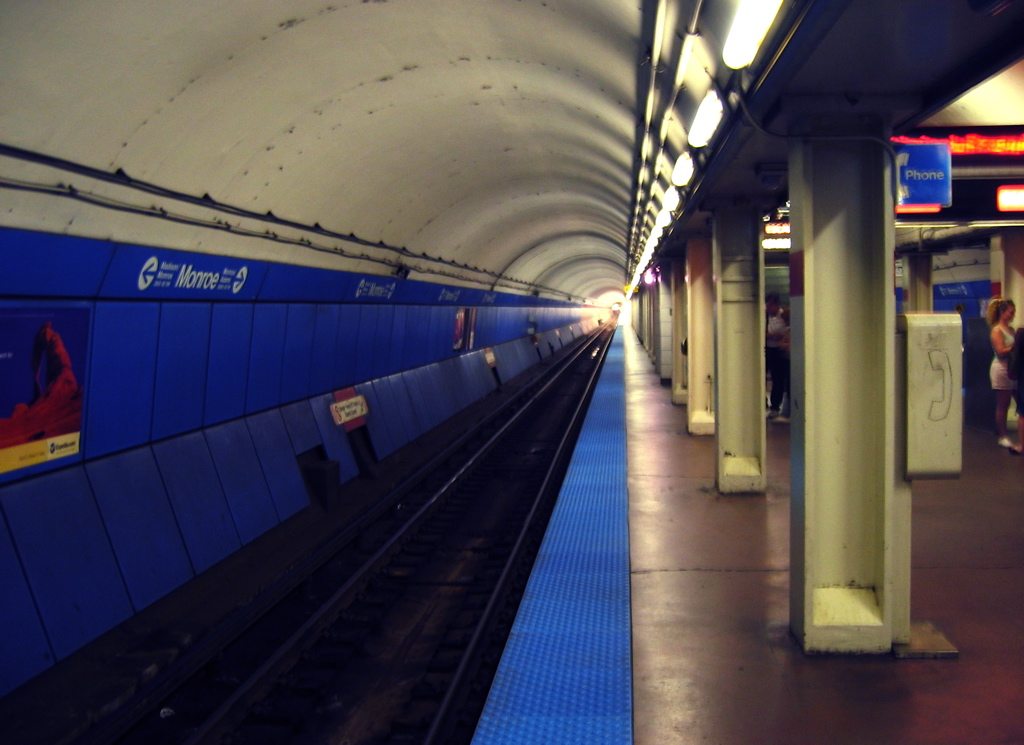
quai.
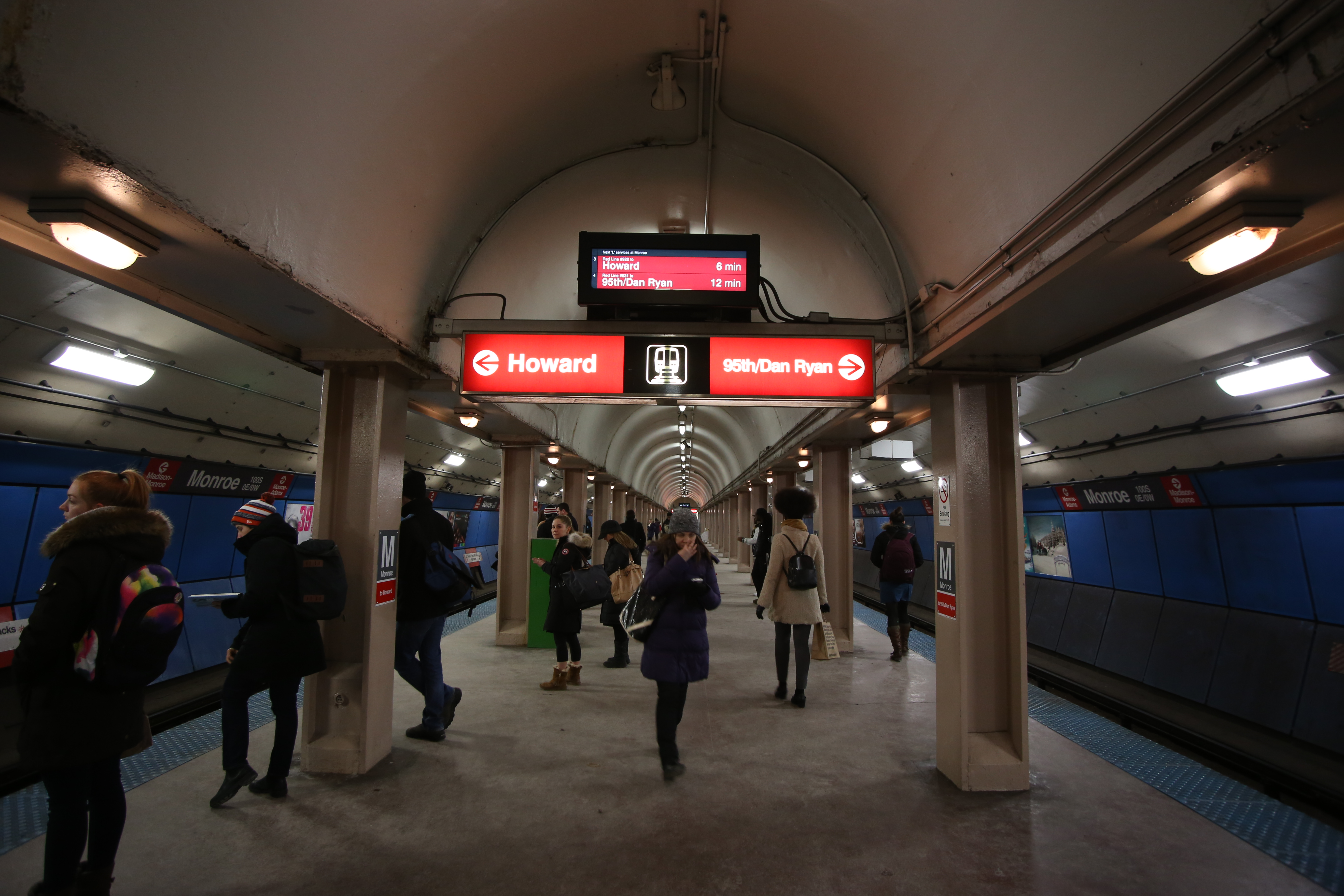
quai.

### Desserte
Monroe est desservie par les rames de la ligne rouge.

| Nord/Ouest            |  |             |  | Sud/Est                    |
| --------------------- |  | ----------- |  | -------------------------- |
| Lake vers Howard      |  | ligne rouge |  | Jackson vers 95th/Dan Ryan |
| modifier sur Wikidata |  |             |  |                            |

### Intermodalité
La station donne un accès direct au magasin adjacent Carson, Pirie, Scott and Company Building. 

## Les correspondances avec lebus
Avec les bus de la Chicago Transit Authority :
- 2 - Hyde Park Express
- 6 - Jackson Park Express
- 10 - Museum of Science and Industry
- 14 - Jeffery Express
- 20 - Madison (Owl Service), X20 - Madison/Washington Express
- 29 - State
- 36 - Broadway
- 56 - Milwaukee
- 60 - Blue Island/26th (Owl Service)
- 62 - Archer (Owl Service)
- 144 - Marine/Michigan Express
- 145 - Wilson/Michigan Express
- 146 - Inner Drive/Michigan Express
- 147 - Outer Drive Express
- 148 - Clarendon/Michigan Express
- 151 - Sheridan (Owl Service)